# Tre Kronor (montagne)
Pour l’article homonyme, voir Tre Kronor.
Les Tre Kronor (en français : « trois couronnes ») sont trois sommets du Spitzberg (Svalbard) dont le point culminant mesure 1 231 m d'altitude. Les trois sommets portent respectivement, du nord au sud, les noms de Svea (1 231 m, symbolisant la Suède), Nora (1 224 m, symbolisant la Norvège) et Dana (1 183 m symbolisant le Danemark).

## Histoire
En 1897, Edmund Garwood et William Martin Conway sont les premiers à explorer les Tre Kronor.